# Carex brizoides
Carex brizoides là một loài thực vật có hoa trong họ Cói. Loài này được L. mô tả khoa học đầu tiên năm 1755.

## Hình ảnh

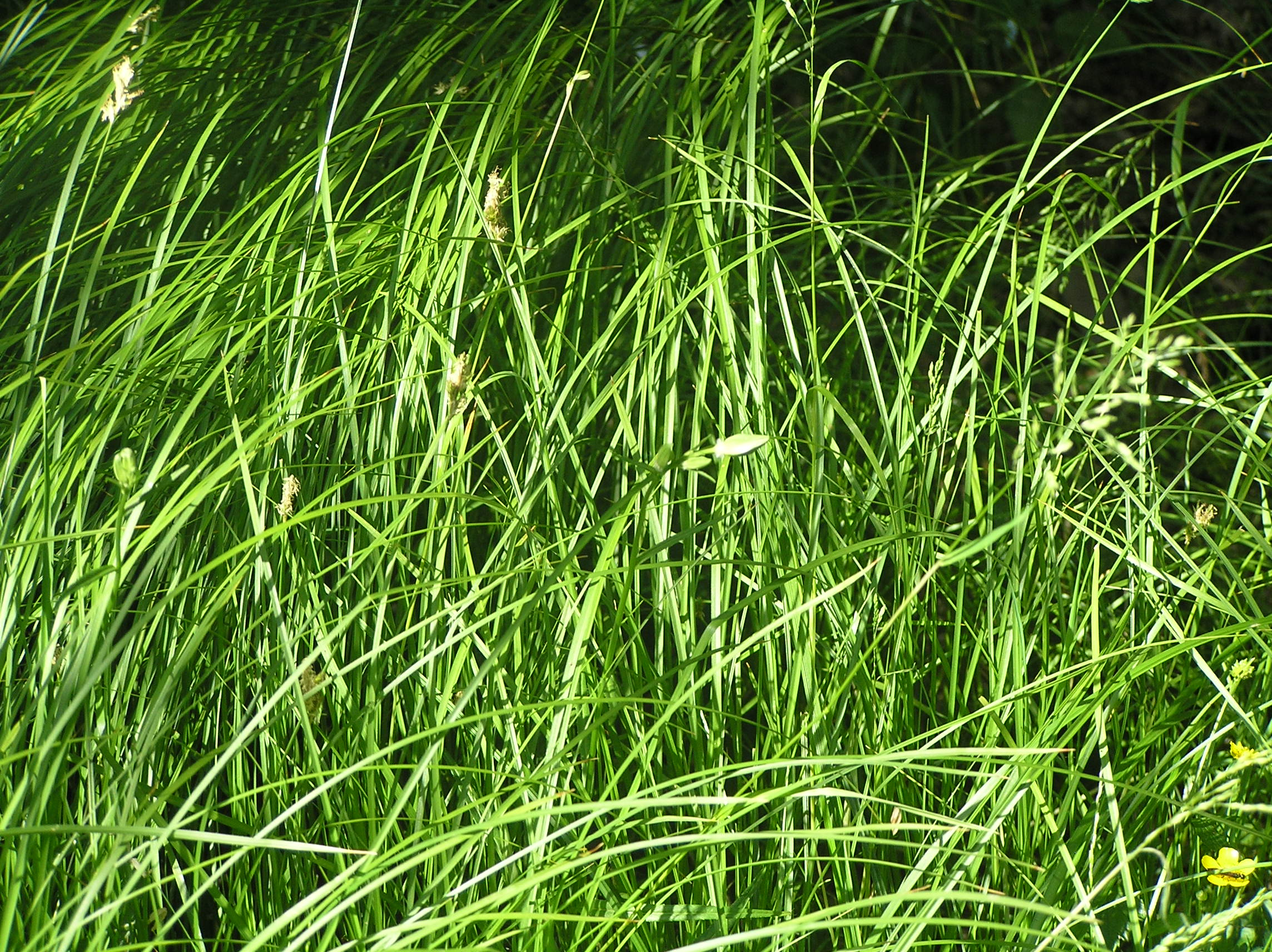
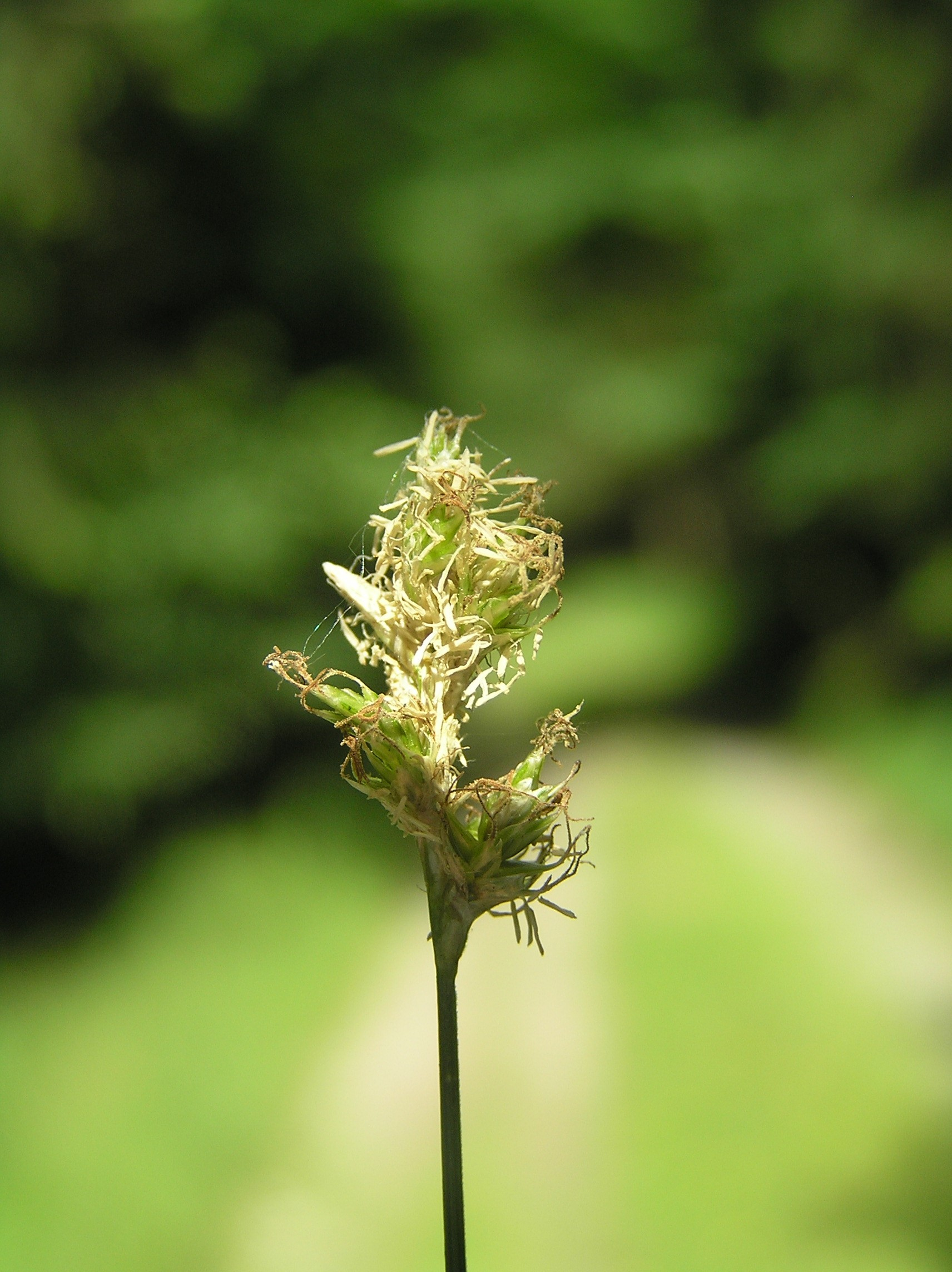
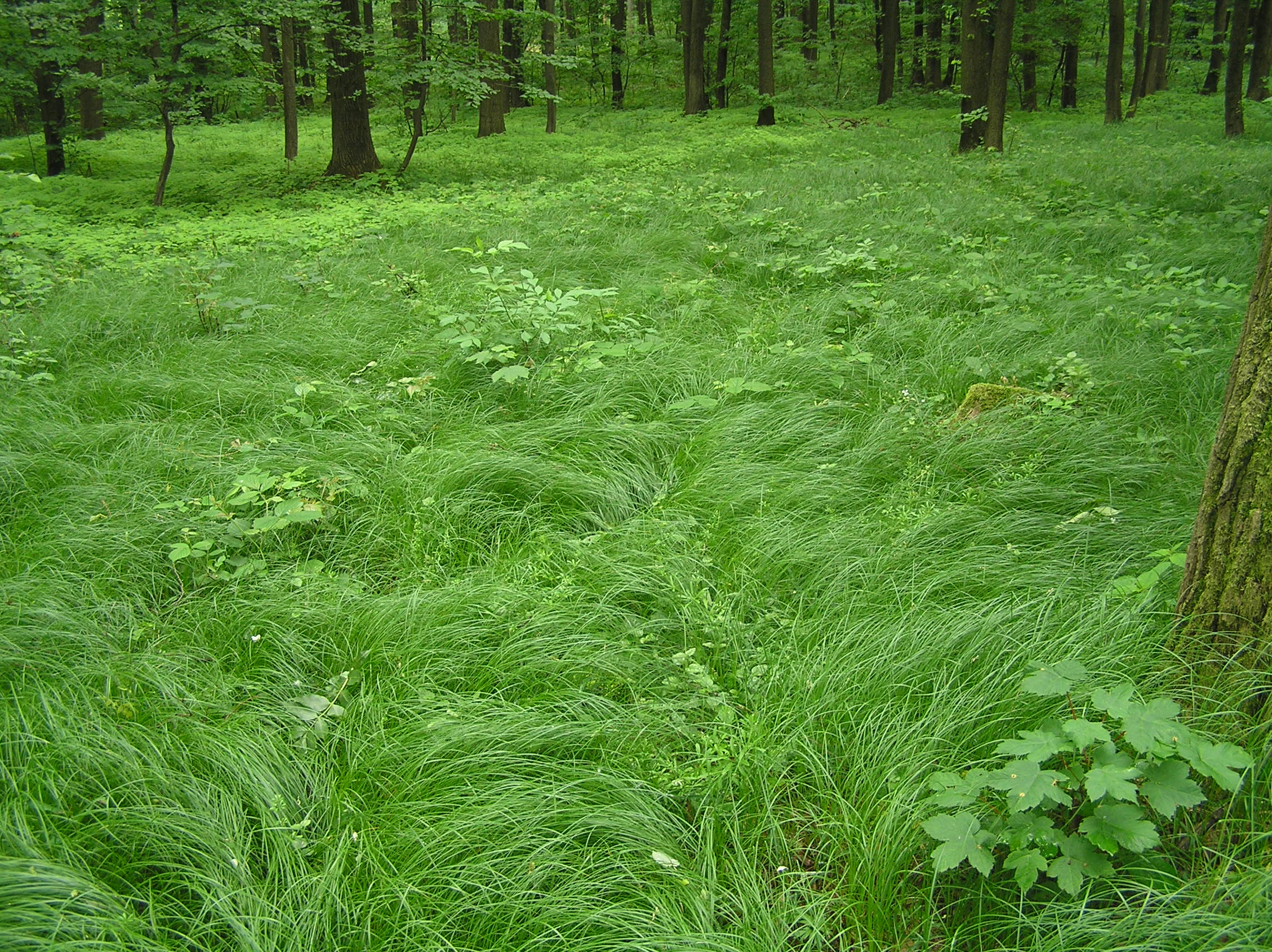
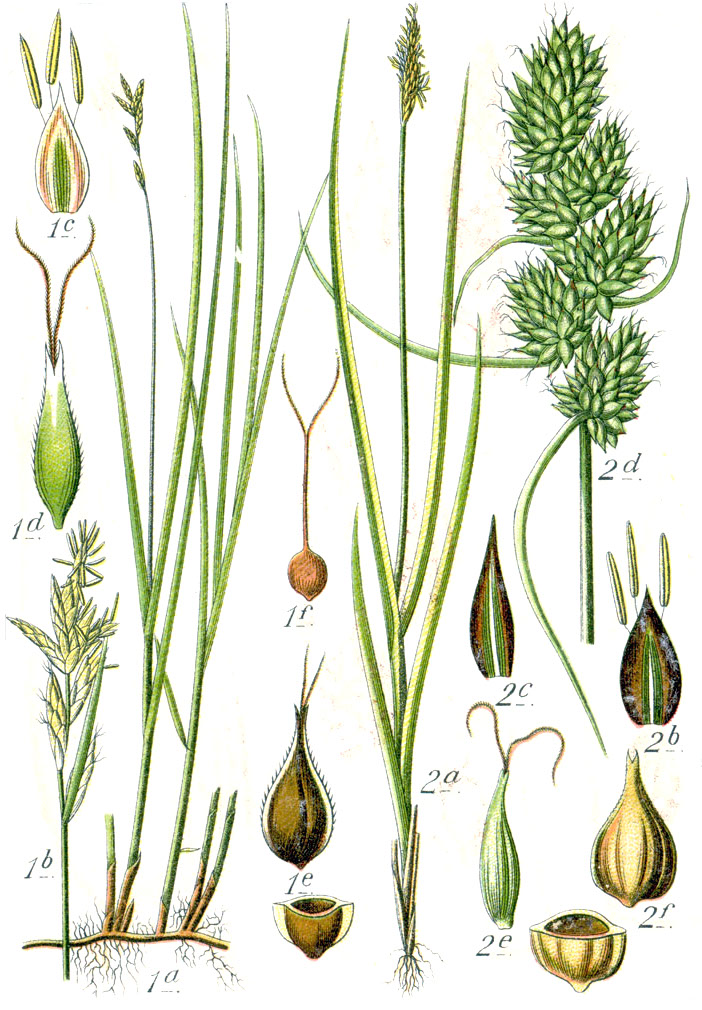